# 古今之争
古今之争（法語：querelle des Anciens et des Modernes）是17世纪法国和英格兰历史上的一场文学争端，古代派认为古希腊和古罗马的文学是优秀文学的唯一典范，而现代派则反对把古典作家至于至高地位。随着近代科学的兴起，一些法国知识分子认为如果笛卡尔已经超越了古代科学，那么在艺术方面超越古代也是可能的。该场争端以笛卡尔派维护让·德斯马里斯所创作的诗歌为开端，以1674年尼古拉·布瓦洛出版的《诗艺》（L'Art poétique）为标志，逐渐在法国文学圈扩展开。